# Bruno Lefebvre

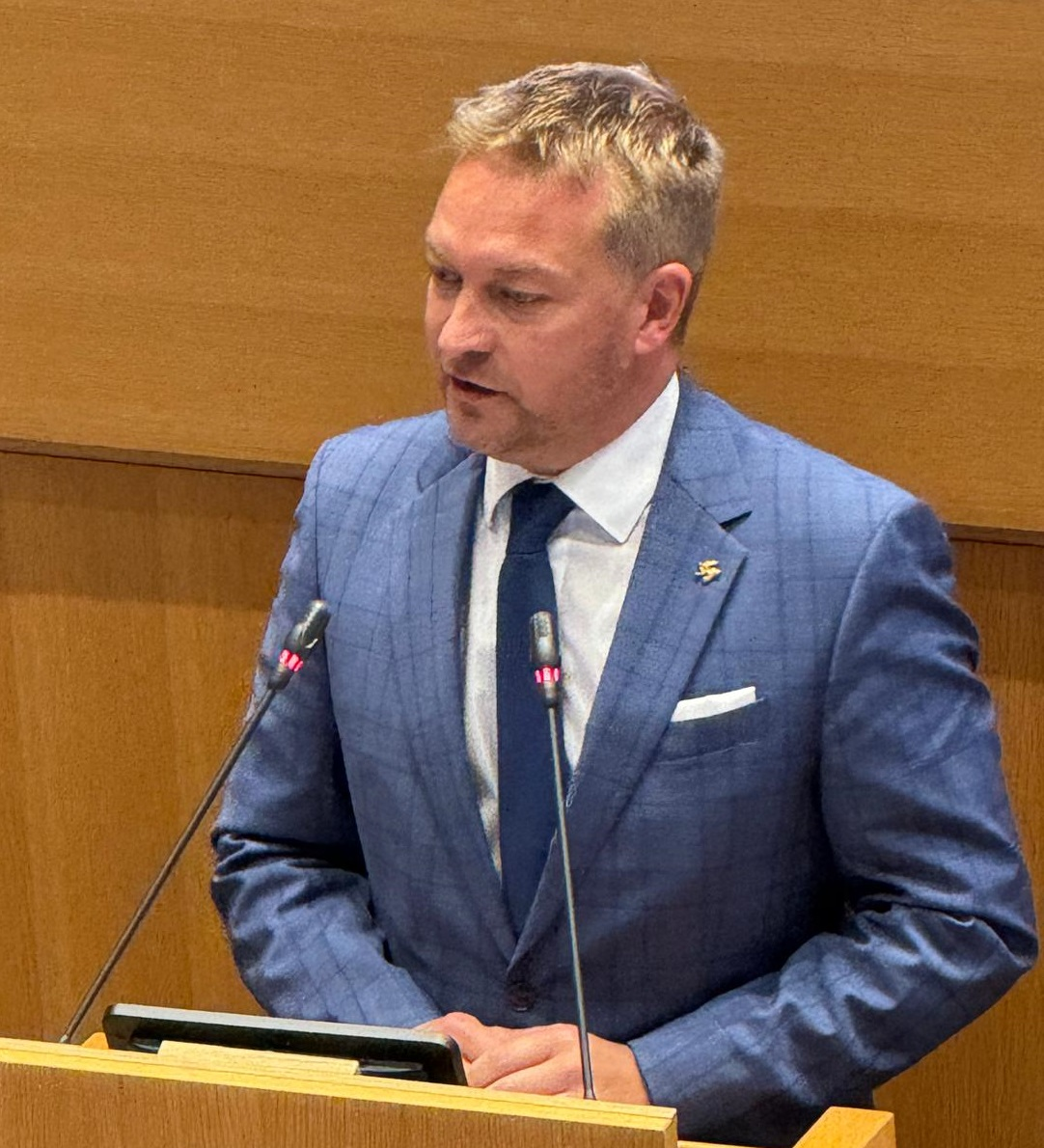
Bruno Lefebvre

Bruno Lefèbvre, né le 28 juin 1980 à Belœil, est un homme politique belge.

## Parcours scolaire et professionnel
Il est licencié en Sciences politiques et Administration publique à l'ULB ; il fut assistant parlementaire dès 2006 avant de rejoindre, une année plus tard, le Cabinet de Christiane Vienne, Ministre wallonne de la Santé, de l’Action sociale et de l’Égalité des Chances et ensuite sénatrice. Dès 2008, il devient secrétaire de cabinet de Julie Fernandez Fernandez, Secrétaire d’État aux Personnes handicapées (2008-2009), remplacée ensuite par Jean-Marc Delizée (2009-2011) ; il poursuit au Cabinet de Fadila Laanan, Ministre de la Culture, de l'Audiovisuel, de la Santé et de l'Égalité des chances.

## Parcours politique
Après un mandat de bourgmestre à la Ville de Chièvres, il se présente et remporte les élections communales dans la Ville d'Ath sous les couleurs du Parti socialiste. Élu bourgmestre, il prend la décision de ne pas achever son mandat de député wallon entamé en 2014, à la suite de la mise en application du décret wallon anti-cumul.

## Mandats politiques
- 1er février 2011 - 2 décembre 2012 : Président de CPAS de la Ville de Chièvres[1].
- 3 décembre 2012 - 2 décembre 2018 : Bourgmestre de la Ville de Chièvres.
- 13 juin 2014 - 3 décembre 2018 : Député wallon.
- 17 juin 2014 - 3 décembre 2018 : Député de la Fédération Wallonie-Bruxelles.
- 3 décembre 2018 - 10 juillet 2024 : Bourgmestre de la Ville d'Ath.
- Depuis le 2 juillet 2024 : Député wallon et de la Fédération Wallonie-Bruxelles.
- Depuis le 10 juillet 2024 : Président du Conseil communal d'Ath.